# Canals
|  | Per a altres significats, vegeu «Canals (desambiguació)». |

Canals és una població del País Valencià situat a la comarca de la Costera. El municipi forma una conurbació amb la veïna població de l'Alcúdia de Crespins.
Limita amb l'Alcúdia de Crespins, Cerdà, la Granja de la Costera, Xàtiva, Llanera de Ranes, Montesa, Torrella i Vallés (a la mateixa comarca) i amb Aielo de Malferit i l'Olleria (de la comarca de la Vall d'Albaida).

## Geografia
Localitzat a la vall de Montesa, entre la Serra Grossa i la Costera. La major part del municipi és plana, amb petit sector al sud per on penetren els contraforts de la Serra Grossa, on s'alça l'Atalaia (556 msnm) i la Creu (520 msnm), en el límit amb l'Olleria, quedant entre ambdós el port del mateix nom. El riu Cànyoles travessa el terme en direcció O-NE; el riu dels Sants, afluent del Cànyoles, naix prop del terme i dins d'este es bifurca, formant dos séquies per a regs en els termes de Xàtiva i altres municipis de la Costera.
El municipi conté els nuclis de població de Canals, Aiacor i la Torre de Cerdà, o Torre dels Frares, junt amb el barri de la Torreta. La vila es troba en la ribera esquerra del riu Cànyoles. Per la seua proximitat a l'Alcúdia de Crespins, forma una conurbació amb esta localitat. Des de València, s'accedix a Canals localitat a través de la A-7.

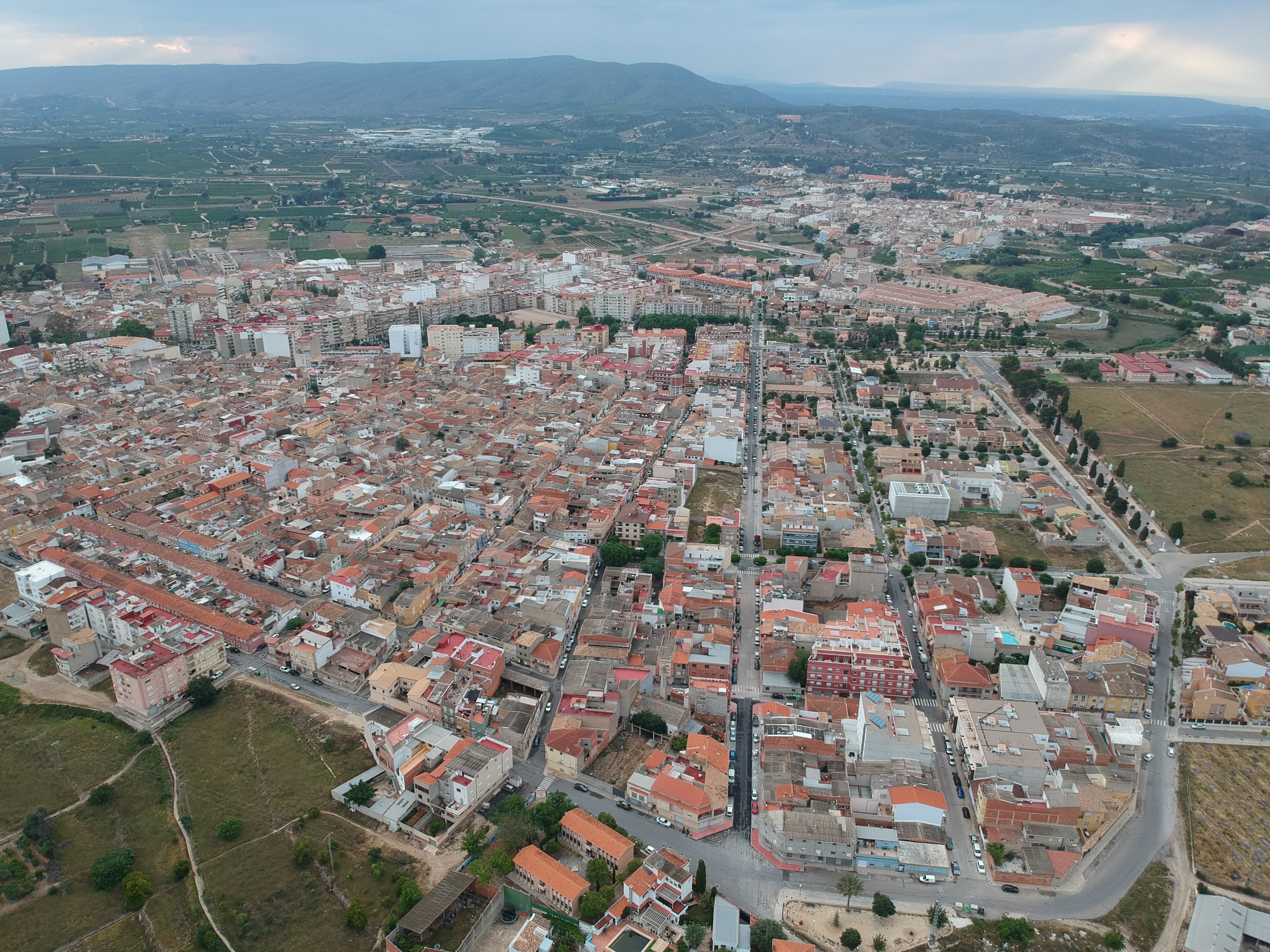
Vista de Canals

Plànol del terme de Canals amb totes les partides

## Història
Una làpida funerària descoberta en l'antiga església gòtica de Canals, hui conservada en el museu Sant Pius V de València, fa més que probable l'existència d'una vila romana en el municipi. Durant l'època musulmana fou una important alqueria que pertanyia a Xàtiva.

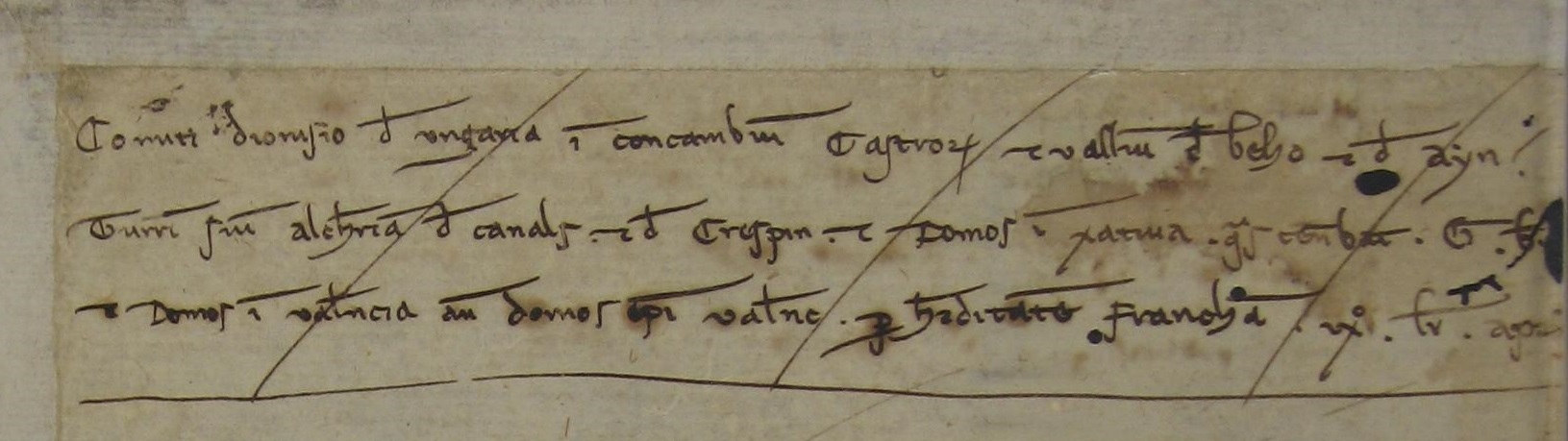
Donació de Canals al comte Dionís d'Hongria, segons apareix al Llibre del Repartiment

 Ja en època cristiana, el 24 de març de 1241, el rei en Jaume I va donar a Dionís d'Hongria la torre i llogaret de Canals a canvi del castell i la vall de Veo i la d'Aín i altres territoris. Va ser repoblat majoritàriament per catalans. El 30 de juliol de 1350 Pere IV va donar el lloc a Raimon de Riusech després de confiscar-lo a Joan Eximenis d'Urrea, amb la condició que si l'esmentat Raimon no tinguera descendència per via llegítima masculina seria incorporada a la Corona, però acabà sent venuda, amb l'aprovació del rei, a la ciutat de Xàtiva, el 19 de febrer de 1353, amb la categoria de baronia. Durant el temps que Xàtiva exercí la jurisdicció els plets per afers tributaris van ser constants. L'any 1506 Xàtiva va comprar la Torreta.
En 1552 durant la Revolta de les Germanies serví de caserna al virrei que s'hi establí per a atacar a l'Encobert a Xàtiva i va fer-hi molts presoners. En 1639 Felip IV, prèvia indemnització a Xàtiva de 20.000 lliures, va donar la independència a Canals amb el títol de vila. En el segle xix a banda l'activitat agrària ja s'hi enregistra activitat industrial, 24 fàbriques de vidriat i terrissa ordinària, un molí de paper d'estrassa, un martinet per a fabricar coure, 4 molins fariners i 4 telers de llenç en donen fe. En el segle xx eixa activitat va créixer amb l'oli, mobles, materials de construcció i, per damunt de tots, la implantació del tèxtil.

## Demografia
Segons el Cens de Caracena (1609), a Canals vivien 220 famílies de cristians vells i 63 de moriscs. Les famílies musulmanes es concentraven al nucli d'Aiacor.
| 1728 | 1857  | 1900  | 1910  | 1920  | 1930  | 1940  | 1950  | 1960  | 1970  | 1981   | 1991   | 1996   | 2002   | 2006   | 2007   | 2015   | 2018   | 2021   |
| 240  | 2.604 | 4.695 | 4.857 | 4.967 | 5.261 | 5.821 | 6.176 | 7.350 | 9.080 | 11.151 | 12.185 | 12.886 | 13.040 | 13.150 | 13.771 | 13.628 | 13.588 | 13.257 |

## Economia
L'economia es repartix entre el camp i la indústria. L'agricultura es basa fonamentalment en la taronja, però també en productes de l'horta. De la indústria canalina destaca la producció tèxtil encarnada en la fàbrica familiar Ferrys (tancada l'any 2007 per fallida), però també són destacables el calcer, l'adob de pells, el marbre i la cantereria. Antigament, la producció d'atifells de cuina, hui en decadència, va assolir tanta importància que els canalins eren coneguts pel malnom de perolers.

## Política i govern

### Composició de la Corporació Municipal
El Ple de l'Ajuntament està format per 17 regidors. En les eleccions municipals de 28 de maig de 2023 foren elegits 6 regidors del Partit Popular (PP), 4 del Partit Socialista del País Valencià (PSPV), 3 de Compromís per Canals (Compromís), 3 del partit local Suma't (SU+) i 1 de Vox. No hi obtingueren representació Unió de Ciutadans Independents i Esquerra Unida del País Valencià.
| Eleccions municipals de 28 de maig de 2023 - Canals                                                                                         |                                          |                                     |                                     |        |          |          |
| Candidatura | Candidatura                              | Candidatura                         | Cap de llista                       | Vots   | Vots     | Regidors |
| | Partit Popular                           |                                     | Nacho Mira Soriano                  | 2.273  | 32,40%   | 6 (+1)   |
| | Partit Socialista del País Valencià-PSOE |                                     | Cristian Juan Fasanar               | 1.402  | 19,99%   | 4 (+1)   |
| | Compromís per Canals                     |                                     | Mai Castells Villalta               | 1.227  | 17,49%   | 3 (-2)   |
| | Suma't                                   |                                     | Edu Badal Benetó                    | 1.094  | 15,60%   | 3 (+3)   |
| | Vox                                      |                                     | Abel Recatalà Sebastià              | 575    | 8,20%    | 1 (+1)   |
| | Altres candidatures                      |                                     |                                     | 344    | 6,33%    | 0 ( -4)  |
| | Vots en blanc                            |                                     |                                     | 105    | 1,45%    |          |
| Total vots vàlids i regidors | Total vots vàlids i regidors             | Total vots vàlids i regidors        | Total vots vàlids i regidors        | 7.120  | 100 %    | 17       |
| | Vots nuls                                | Vots nuls                           | Vots nuls                           | 133    | 1,83%    |          |
| Participació (vots vàlids més nuls) | Participació (vots vàlids més nuls)      | Participació (vots vàlids més nuls) | Participació (vots vàlids més nuls) | 7.253  | 73,01%** |          |
| Abstenció | Abstenció                                | Abstenció                           | Abstenció                           | 2.681* | 26,99%** |          |
| Total cens electoral | Total cens electoral                     | Total cens electoral                | Total cens electoral                | 9.934* | 100 %**  |          |
| Alcalde: Nacho Mira Soriano (PP) (17/06/2023) Per majoria absoluta dels vots dels regidors (9 vots: 6 de PP i 3 de Suma't.)                 |                                          |                                     |                                     |        |          |          |
| Fonts: Junta Electoral de Zona de Xàtiva, Generalitat Valenciana (* No són vots sinó electors. ** Percentatge respecte del cens electoral.) |                                          |                                     |                                     |        |          |          |

### Alcaldes

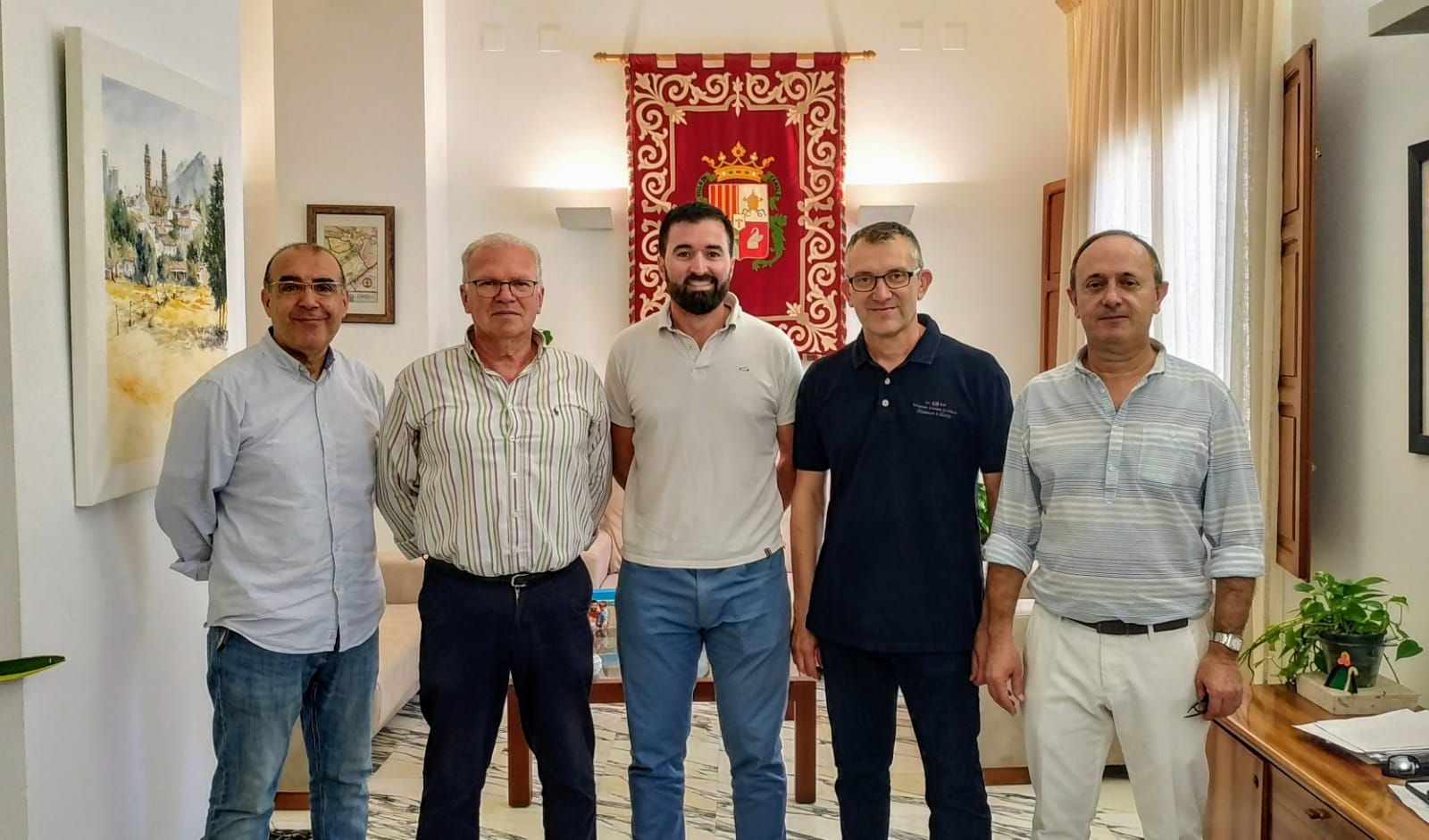
Ricardo Cardona, Antoni Mira, Ricardo Requena, Joan Carles Pérez i Vicent Sancho Fombuena, alcaldes de Canals.

Des de 2023 l'alcalde de Canals és Nacho Mira Soriano, del Partit Popular (PP), en virtut d'un acord amb la formació local Suma't.
| Període                                 | Alcalde o alcaldessa                                              | Partit polític          | Data de possessió                | Observacions         |
| --------------------------------------- | ----------------------------------------------------------------- | ----------------------- | -------------------------------- | -------------------- |
| 1979–1983                               | Marcelo Pastor Barberá José María Lluch Cerdá Ramón Sanz Martínez | PSPV-PSOE UCD PSPV-PSOE | 17/07/1979 28/04/1981 17/02/1982 | Dimissió/renúncia -- |
| 1983–1987                               | Rafael Trave Vera                                                 | PSPV-PSOE               | 28/05/1983                       | --                   |
| 1987–1991                               | Rafael Trave Vera                                                 | PSPV-PSOE               | 30/06/1987                       | --                   |
| 1991–1995                               | Antonio Mira Navarro                                              | PSPV-PSOE               | 15/06/1991                       | --                   |
| 1995–1999                               | Vicente Felipe Cuenca                                             | PP                      | 17/06/1995                       | --                   |
| 1999–2003                               | Vicente Felipe Cuenca                                             | PP                      | 03/07/1999                       | --                   |
| 2003–2007                               | Pascual Durá Barberá Vicent Sancho Fombuena                       | GdC                     | 14/06/2003 08/02/2006            | Dimissió/renúncia -- |
| 2007–2011                               | Ricardo Cardona Mollá                                             | PP                      | 16/06/2007                       | --                   |
| 2011–2015                               | Ricardo Cardona Mollá                                             | PP                      | 11/06/2011                       | --                   |
| 2015–2019                               | Joan Carles Pérez Pastor Ricardo Requena Muñoz                    | Compromís GdC           | 13/06/2015 15/06/2017            | Pacte de govern      |
| 2019-2023                               | Mai Castells Villalta                                             | Compromís               | 15/06/2019                       | --                   |
| Des de 2023                             | Nacho Mira Soriano                                                | PP                      | 17/06/2023                       | --                   |
| Fonts: Generalitat Valenciana i altres. |                                                                   |                         |                                  |                      |

## Monuments
- La Torre i muralles dels Borja, del segle xiii, a finals del període islàmic. En el segle xv se li afegí un palau gòtic amb l'oratori dels Borja. En l'esmentat palau va nàixer Alfons de Borja, qui passant el temps es convertiria en el Papa Calixt III. Rere un llarg temps en ruïna en 1975 va ser restaurat.
- Oratori dels Borja o Església de la Torre, construïda en estil gòtic primitiu (probablement al segle xiii); ha sigut reformada en diverses ocasions.
- Església de Sant Antoni Abat. Barroca, començada a construir en 1623 i reformada en 1696.
- Església de Sant Jaume d'Aiacor, amb un campanar que va ser torre de vigilància d'una xàrcia de comunicacions que, per mitjà d'espills, permetia la comunicació entre el castell de Xàtiva i el de Sant Rafel.
- Convent de Santa Clara o de les clarisses.
- Casino Gran. Seu de la Cooperativa Agrícola Sant Antoni Abat. Construït en 1931 amb els diners provinents de la grossa de Nadal, que va caure a Canals. Actualment, també funciona com a bar-restaurant. Compta amb grans pintures que reflectixen el Canals dels anys 1930. En ell se situa el club d'escacs municipal.
- Llavadors del Carrer València, grup de safareigs tradicionals, són representatius dels que existien, tant públics com privats, durant el recorregut del riu Sants pel nucli urbà.
- La Lloca. Plataner monumental, plantat l'any 1914.
- Casa Pareja. Masia i finca del segle xvi, al peu de la muntanya dels Picatxos (dins la finca). Ja apareix documentada a Observaciones sobre la historia natural, geografía, agricultura, población y frutos del reino de Valencia (1795-1797) d'Antoni Josep Cavanilles. Actualment, s'hi celebren banquets i esdeveniments.
- Casino Republicà. Edifici de reunions, oci i participació ciutadana i política als anys de la II República. Fou expropiat pel franquisme i convertit en seu de la Falange. Amb la democràcia es va convertir en Aula de Cultura. Avui, està en procés de restauració.
- Ruta dels Borja, ruta cultural dedicada a l'empremta de la família Borja en terres valencianes, que a Canals comprèn els monuments de la Torre i muralles dels Borja i l'Oratori dels Borja.
- Molí Vell. Complex industrial vora el riu Cànyoles d'antiguitat indeterminada.

## Festes i celebracions
- Sant Antoni, els dies 16 (Dia de la Foguera), 17 (Dia de Sant Antoni) i 18 de gener (Dia dels Parells).[7]

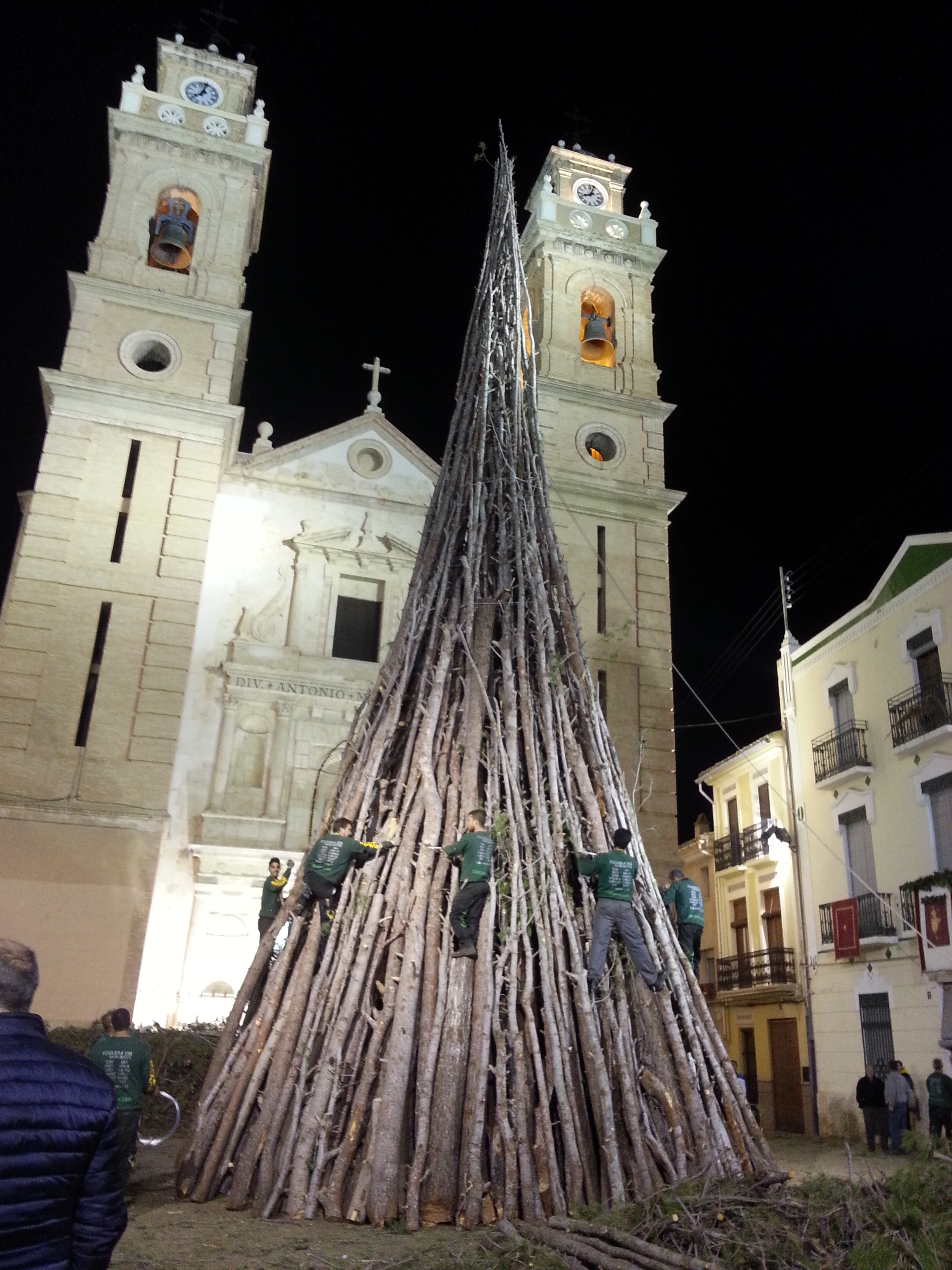
Foguera de Sant Antoni

Destaquen per la crema de la major foguera del món i pel dia dels parells on els festers, sobre cavalls tot el dia 18, repartixen per tots els carrers del poble milers de joguets. Durant estes festes, la gent del poble recita el que ells anomenen un vítol, que consistix en esta frase: "Vítol i vítol al nostre patró del poble!!" i la gent respon: "Vítol!!". Esta pràctica adquirix més simbolisme durant la processó el dia 17 en la qual la gent crida el vítol durant el recorregut. Els festers i les festeres també ho criden constantment en tots el seus actes. Vítol és una paraula del valencià antic, que significa el mateix que la paraula actual "visca". Hi ha un fester que assumix el paper de Bandera i un altre que és el Cuiro.
El Bandera és el més important i és l'encarregat de recitar el vitol final en els actes. La seua indumentària és un vestit fosc i un barret, el qual llança al final de la festa i qui ho l'agafa obté entrades debades per al sopar final de les festes, en el qual se servix arròs al forn. Estes festes són molt interessants per als turistes perquè són molt intenses i per l'espectacularitat de la foguera i els parells.
- Fira de Setembre. El segon cap de setmana de setembre se celebra la fira. Hi són destacables les paelles, els bous al carrer i la festa de disfresses.
- Sant Vicent. Celebració molt arrelada i celebrada a l'antic barri de Sant Vicent (nucli antic). És una festa molt popular, antiga i humil que inclou xocolatades, cucanyes, repartiment de pa beneït i música (amb banda de música i colla de dolçainers). Destaca la pujada al pi, que planten al bell mig de la Plaça de la Presó.
- Santa Creu. Són les festes tradicionals del poble de La Torre. Entre els actes s'inclou una cordà, la pujada al pi, xocolatades, processó, cucanyes, jocs tradicionals, un campionat de truc, balls, despertaes...
- Altres festes. A Canals estan vives encara xicotetes festes "de carrer".

## Gastronomia i cultura
La gastronomia canalina presenta l'olla, el putxero i l'arròs al forn com a plats forts; també hi ha el costum, molt arrelat, de les torrades de carn i embotit. 
El mes d'abril el Club Atletisme Canals organitza la Mitja Marató Canals, una de les més antigues del País, ja que l'any 1985 va celebrar la seua primera edició.
Dintre de l'àmbit de la cultura cal destacar la tasca que realitza l'Associació Musical Canalense amb el manteniment d'una Escola d'Educands (Escola de Música Joaquín Sellés) i una Banda de Música.
Altres associacions culturals són el Grup de Danses "Canyamars", el Grup de Dases "Pensat i Fet", el Grup de Pols i Pua "La Pua", la Colla De Dolçainers i Tabaleters i la Unió Musical "Santa Cecília".

## Canalins i canalines destacats
- Calixt III (Canals 1378, † Roma 1458). Nom de papa amb què es coneixia Alfons de Borja. Primer Papa Borja, que va inaugurar la saga valenciana a Roma. Va nàixer al palau familiar situat a La Torre de Canals. Va canonitzar Sant Vicent Ferrer.
- Maties Ferrer (Canals 1551, † Valldecrist 1629). Prior de la Cartoixa de Valldecrist.
- Ricardo Sanz (Canals 1898, † València 1986). Dirigent anarquista durant la Guerra Civil Espanyola exiliat a França fins al 1979. Va ser dirigent de la CNT.
- Josep Serradell i Pérez Román (Canals 1917, † Barcelona 2004). Dirigent comunista a Catalunya, on va emigrar ben jove. Fou el reorganitzador del PSUC.
- Ricardo Tormo Blaya (Canals 1952, † València 1998). Campió del món de motociclisme.
- Mercè Linyan (Canals 1921, Londres 2002). Criada entre Barcelona, on s'havia mudat la seua família quan encara era xicoteta, i Canals, on passava els estius. Escriptora, només va publicar una novel·la: L'Eros de Picadilly Circus (1971).[8]
- Agustí Cerdà i Argent (Canals, 1965). President d'Esquerra Republicana del País Valencià (2000-2015) i diputat al Congrés per la circumscripció de Barcelona a la VIII Legislatura (2004-2008).
- Rosario Sancho. Cantaora, balladora i mestra. Natural del barri de Sant Vicent de Canals.
- Rosario Ferrer Sancho (Canals ?, † Canals 2015). Músic, professora, compositora i directora coral. Filla de Rosario Sancho. Filla predilecta de Canals per la seua dedicació a la cultura, la música i la tradició local. Va ser organista de l'església parroquial Sant Antoni Abat durant més de trenta anys.[9]
- Fran Ferri. Dirigent de Compromís.
- Paula Llorens i Camarena (1986), actriu i dramaturga